# Crash Team Racing
Crash Team Racing (estilizado como CTR: Crash Team Racing, y en su versión japonesa conocido como: クラッシュ バンディクー レーシング, Crash Bandicoot Racing) es un videojuego de carreras y de Karts desarrollado por Naughty Dog, siendo el último videojuego de Crash Bandicoot hecho por esta desarrolladora, y distribuido por únicamente Sony Computer Entertainment (a diferencia de los anteriores juegos que se distribuyeron con Universal Interactive Studios, por lo cual, este es el primer videojuego que Naughty Dog hace para Sony Computer Entertainment, y el primer, y último Crash que Naughty Dog hace para Sony) para la consola PlayStation.
Crash Team Racing es la cuarta entrega de la serie Crash Bandicoot. La historia del videojuego se centra en los esfuerzos de un equipo de varios personajes de la serie Crash Bandicoot, que debe competir contra el extraterrestre gasmoxiano Nitrous Oxide para salvar a su planeta de convertirlo en un estacionamiento intergaláctico. En el videojuego, los jugadores pueden tomar el control de uno de los quince personajes de la serie Crash Bandicoot, aunque solo ocho están disponibles al principio. Durante las carreras, los potenciadores ofensivos y de impulso de velocidad se pueden usar para obtener una ventaja.
Crash Team Racing fue elogiado por los críticos por su jugabilidad y gráficos, aunque la calidad del audio tuvo opiniones diferenciadas. Una secuela directa hecha por Vicarious Visions, Crash Nitro Kart, fue lanzada en el 2003 para Game Boy Advance, GameCube, PlayStation 2, Xbox y N-Gage.
Una nueva versión del videojuego titulada Crash Team Racing Nitro-Fueled fue anunciada durante los The Game Awards 2018 y se fijó su lanzamiento para el 21 de junio de 2019 en las consolas PlayStation 4, Xbox One y Nintendo Switch.

## Jugabilidad
Crash Team Racing es un videojuego de carreras en el que el jugador controla personajes del universo de Crash Bandicoot, la mayoría de los cuales compiten en karts. Mientras el jugador conduce, puede acelerar, girar, retroceder, frenar, saltar o usar armas y potenciadores con la palanca analógica y los botones del control de la consola. A lo largo de las pistas y las arenas de Crash Team Racing se encuentran dispersas dos formas distintas de cajas. Las cajas con signos de interrogación (?) contienen potenciadores y armas, que se pueden obtener al atravesarlas y romperlas. Cuando el jugador recoge un arma o un potenciador, aparecerá en un cuadro en la parte superior de la pantalla. El jugador puede activar el arma o el potenciador para causar daños a los otros corredores o complementar la propia conducción del jugador. Las otras cajas llevan "fruta Wumpa" que aumenta la velocidad del kart y fortalece las armas y los potenciadores del jugador si se obtienen diez de ellas.
Una maniobra crucial en Crash Team Racing es el turbo al derrapar; el jugador ejecuta un derrape manteniendo presionado uno de los botones traseros del mando para realizar un salto y mover el kart antes de que aterrice. Mientras el kart se desliza, el medidor de turbo ubicado en la esquina inferior derecha de la pantalla se llena y cambia su color de verde a rojo. Al mismo tiempo, el gas de escape del kart del jugador se torna negro. Para obtener un aumento de velocidad, el jugador debe presionar rápidamente el botón trasero opuesto mientras el medidor de turbo está en rojo. El jugador puede ejecutar tres incrementos de velocidad seguidos durante un derrape, con el tercer incremento de velocidad más poderoso que los dos anteriores. Si el jugador espera demasiado tiempo durante el derrape para ejecutar un impulso, se produce una deflagración de escape y se pierde la oportunidad de un aumento de velocidad; si el derrape dura demasiado tiempo el kart patinará y dará vueltas. Aparte de los turbos al derrapar, los incrementos de velocidad se pueden obtener al saltar por encima de los huecos en la pista. Cuanto más tiempo esté el jugador en el aire, mayor será el aumento de velocidad cuando el kart aterrice.

### Modos de juego
Crash Team Racing cuenta con 5 modos: aventura, contrarreloj, arcade, versus y batalla. En cada modo, el jugador selecciona 1 de 8 personajes iniciales. Se puede insertar un multitap de PlayStation para permitir tres o cuatro jugadores. El modo aventura es un modo para un jugador en el que el jugador debe correr a través de todas las pistas y arenas del videojuego y recolectar la mayor cantidad de trofeos, reliquias, llaves, fichas CTR y gemas como sea posible. El objetivo del modo aventura es salvar al mundo del antagonista de la historia, Nitros Oxide, al ganar carreras en 16 pistas diferentes. Al comienzo del juego, el jugador solo tiene acceso a dos niveles. A medida que el jugador gana más carreras, más pistas en múltiples mundos estarán disponibles. En cada nivel, el jugador debe ganar un trofeo al llegar en primer lugar. Cuando el jugador consigue los cuatro trofeos en un mundo, se puede desafiar al jefe de ese mundo. El desafío consiste en una carrera individual contra un jefe principal. Si el jefe principal es derrotado, el jefe cederá al jugador una llave, que puede usar para acceder a nuevos mundos y, finalmente, para enfrentar a Nitros Oxide dentro de su nave espacial.
Después de completar los niveles, otras modalidades estarán disponibles, como la "carrera de reliquias", en la que el jugador corre solo por la pista y completa tres vueltas en el tiempo más rápido posible. Las cajas amarillas dispersas en todo el nivel congelan el temporizador cuando un jugador colisiona con ellas. Si todas las cajas amarillas se destruyen, el tiempo final del jugador se reduce en diez segundos. El jugador gana una reliquia al superar el tiempo indicado en la pantalla. Otra modalidad, el "desafío CTR", se juega como una carrera normal, excepto que el jugador también debe recoger las letras C, T y R dispersas a lo largo de la pista. Si el jugador logra reunir las tres letras y obtener el primer lugar, se le otorga una ficha CTR. Estas fichas vienen en cinco colores diferentes: rojo, verde, azul, amarillo y púrpura. Las fichas CTR púrpuras se otorgan por completar niveles especiales (consistentes en los niveles del modo batalla con cristales) mediante la recolección de 20 cristales en un límite de tiempo determinado. Si el jugador recoge cuatro fichas del mismo color, el jugador podrá acceder a la copa de la gema del color correspondiente. Estas copas son torneos de carreras que se celebran contra oponentes controlados por la IA y son accesibles en un área secreta en el mundo "Gemstone Valley". Cada copa consta de cuatro pistas seguidas, en las que el jugador debe competir para ganar puntos. Si gana una de estas copas, se otorga la gema del color correspondiente. Para completar el juego, el jugador debe recoger todos los trofeos, llaves, reliquias, fichas CTR y gemas y derrotar una vez más a Nitros Oxide en una carrera.
El modo contrarreloj es un modo de un solo jugador en el que el jugador intenta lograr el mejor tiempo en cualquiera de las pistas del juego. No hay otros corredores que obstaculicen al jugador ni potenciadores. Cuando finaliza la carrera, el jugador tiene la opción de guardar un "fantasma", una repetición de esa carrera; la próxima vez que se acceda a esa pista en este modo, el jugador puede competir contra el fantasma. En el modo arcade, el jugador puede jugar una partida rápida y correr en una selección de pistas. El jugador puede elegir una carrera individual o ingresar a una copa, en la que el jugador corre en cuatro pistas seguidas para obtener puntos. En la carrera individual y la copa, uno o dos jugadores compiten con los restantes conductores controlados por la IA. La dificultad de la carrera y el número de vueltas se pueden personalizar. El modo versus es similar al del modo arcade, con la excepción de que deben participar dos o más jugadores.
En el modo batalla, hasta cuatro jugadores pueden participar en batallas personalizadas en uno de los siete campos de batalla especiales. El tipo y la duración (por puntos o límite de tiempo) de la batalla se pueden ajustar de antemano, lo que permite tres tipos de batallas. En una batalla por puntos, el primer jugador en lograr 5, 10 o 15 puntos gana. En la batalla con límite de tiempo, el jugador con los puntos más altos después de 3, 6 o 9 minutos gana. En una batalla con vidas, cada jugador tiene un número determinado de vidas (3, 6 o 9) y la batalla tiene un límite de tiempo (3, 6 minutos o ilimitado). El jugador con más vidas al final del límite de tiempo gana. Si se elige "ilimitado" como límite de tiempo, la batalla dura hasta que solo un jugador esté de pie. 3 y 4 jugadores pueden formar equipos para batallas de 2 contra 1, de 2 contra 2, de 3 contra 1 o de 1 contra 1.

## Argumento

### Personajes
En Crash Team Racing los jugadores pueden elegir entre quince personajes, aunque solo ocho de ellos están disponibles desde el principio. Crash Bandicoot, el principal protagonista de la serie, es un piloto con aceleración, velocidad máxima y maniobrabilidad equilibradas (all-around). El Dr. Neo Cortex, el archienemigo de Crash, es un científico loco que quiere detener a Nitros Oxide para poder conquistar el mundo por sí mismo. Al igual que Crash, su kart es totalmente equilibrado. Coco Bandicoot, la hermana menor de Crash, es una genio informático que instaló chips de computadora en su kart para aumentar su destreza en la aceleración. El Dr. N. Gin es un científico espacial que, como Coco, agregó partes personalizadas a su kart para mejorar su aceleración. Los karts de los pilotos Pura y Polar son de baja velocidad pero mejoran su maniobrabilidad, lo que les permite navegar en curvas cerradas. Los karts de Tiny Tiger y Dingodile se construyeron para alcanzar la máxima velocidad a costa de la maniobrabilidad.
El principal antagonista de la historia, Nitrous Oxide, es el autoproclamado corredor más rápido de la galaxia que amenaza con convertir la Tierra en un estacionamiento de concreto y esclavizar a toda su 
población. Precediendo a Oxide hay cuatro jefes principales: Ripper Roo, un canguro desaliñado que usa una camisa de fuerza; Papu Papu, el líder obeso de la tribu nativa de la isla; Komodo Joe, un dragón de Komodo con un trastorno del sonido del habla; y Pinstripe Potoroo, un codicioso potoroo mafioso. Los cuatro jefes, junto a un clon imperfecto de Crash Bandicoot llamado Fake Crash, se vuelven accesibles como personajes jugables si se completa al 100% el modo aventura. También aparecen como personajes secretos el Dr. Nefarious Tropy, el autoproclamado "maestro del tiempo" y que se desbloquea al superar a sus fantasmas en el modo contrarreloj; y Penta Penguin, un personaje que solo se puede desbloquear a través de un código en el menú principal. Contrariamente a la creencia popular, Nitrous Oxide no es un personaje jugable en el videojuego.
En el videojuego, también aparecen las máscaras espirituales Aku Aku y Uka Uka, cuyo rol es ser los tutores del jugador y dan pistas que le ayuden a desarrollar sus habilidades de las carreras. También participan como potenciadores disponibles durante las carreras, protegiendo temporalmente al jugador de todos los ataques y obstáculos al tiempo que aumenta la velocidad del kart. Sin embargo, su poder no protege al jugador de abismos o aguas profundas.

### Historia
Los habitantes de la Tierra son visitados por un extraterrestre llamado Nitrous Oxide que se autoproclama el corredor más rápido de la galaxia. Desafía a la Tierra a un juego llamado "La supervivencia del más rápido" y llama al mejor piloto de la Tierra para que compita contra él. Si el conductor de la Tierra gana, promete dejar el planeta intacto, pero si gana Oxide, convertirá a la Tierra en un estacionamiento de concreto y esclavizará a todos los terrícolas. En respuesta, el personaje del jugador reúne las cuatro llaves necesarias para acceder a la nave espacial de Oxide y lo desafía a una carrera. Tras la derrota de Oxide en manos del jugador, abandona temporalmente la Tierra, pero promete que volverá cuando se hayan reunido todas las reliquias de tiempo. Oxide se enfrenta al jugador nuevamente después de reunir todas las reliquias. Después de perder una vez más, Oxide cumple su palabra y de mala gana abandona la Tierra para siempre. Se muestra un epílogo durante los créditos finales, explicando lo que hicieron los personajes del videojuego después de los eventos de la historia. El propio Nitros Oxide regresa a su planeta de origen Gasmoxia y se aísla de la sociedad. Después de pasar años de terapia para hacer frente a su derrota, comienza a correr en monociclo, solo para sufrir un horrible accidente.

## Desarrollo

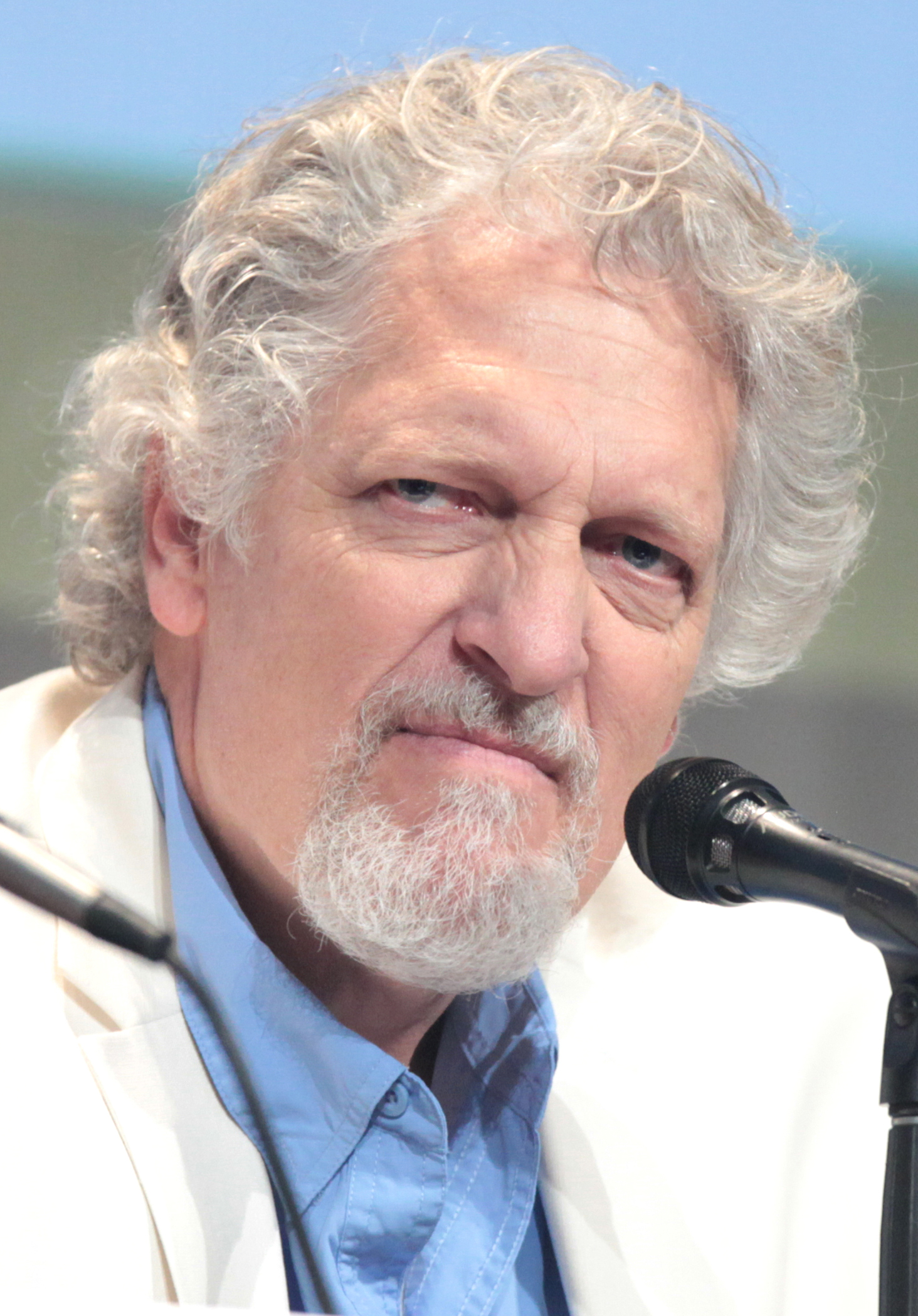
Clancy Brown es la voz del Dr. Neo Cortex y Uka Uka.

El desarrollo de Crash Team Racing comenzó con personajes con cabezas cúbicas sin participación de Crash u otros personajes relacionados. Naughty Dog mostró su desarrollo a Sony, planteando su interés en que el videojuego tuviera una temática de Crash Bandicoot, lo que Sony aceptó, por lo que hizo un trato con Universal Interactive Studios, principalmente porque toda la gerencia de Universal Interactive se sentían apopleticos con todo Naughty Dog después de que les dijeron que no renovarían el contrato que tenían. El videojuego podría haber tenido personajes originales en caso de que el acuerdo no se concretara. Naughty Dog comenzó el desarrollo de Crash Team Racing después de completar Crash Bandicoot 2: Cortex Strikes Back; el motor de juego para Crash Team Racing se creó al mismo tiempo que se produjo Crash Bandicoot: Warped. El desarrollo se llevó a cabo en el transcurso de ocho meses con un presupuesto de 2.4 millones de dólares. Los personajes del videojuego fueron diseñados por Charles Zembillas y Joe Pearson, quienes habían diseñado los personajes de las tres últimas entregas de la serie. Nitros Oxide fue diseñado inicialmente como un científico loco obsesionado con la velocidad que planeaba acelerar el mundo entero hasta el fin de los tiempos. Sin embargo, habiendo agotado en el pasado humanos, animales, máquinas y varias combinaciones para los jefes de Crash Bandicoot, se decidió que Nitros Oxide fuera un personaje de otro mundo. La trama original de "acelerar el mundo" se menciona en un cómic promocional (escrito por Glenn Herdling y dibujado por Neal Sternecky) presentado en la edición de invierno de 2000 de Disney Adventures.
Durante la etapa prototípica del videojuego, el equipo construyó una réplica del nivel "Crescent Island" de Diddy Kong Racing para probar si era posible una pista de carreras del mismo alcance y escala en la PlayStation. Para abordar la complicación de tener potencialmente hasta 64 neumáticos de kart en una pantalla dividida para cuatro jugadores, el programador Greg Omi desarrolló un método para mostrar los neumáticos como sprites bidimensionales basados en cámaras. El sistema de turbo que le da al jugador incrementos de velocidad durante los derrapes y al acumular tiempo en el aire se agregó para hacer que Crash Team Racing se sienta más interactivo e inmersivo que los videojuegos de carreras más antiguos. El personaje antagonista central, Oxide, nunca fue pensado para ser un personaje jugable debido a las limitaciones de memoria de la consola PlayStation. Dichas limitaciones afectaron aún más la lista de personajes jugables del videojuego; Polar y Pura originalmente iban a montar el mismo kart y se jugarían como un solo personaje, pero finalmente se dividieron en personajes separados, y ambos hermanos Komodo debían aparecer en el videojuego antes de que se omitiera a Komodo Moe.
David Baggett produjo la banda sonora del videojuego, con Josh Mancell de Mutato Muzika componiendo la música. Los efectos de sonido fueron creados por Mike Gollum, Ron Horwitz y Kevin Spears de Universal Sound Studios. Las voces del Dr. Neo Cortex y Uka Uka fueron proporcionadas por Clancy Brown, mientras que las voces del Dr. N. Gin, Tiny Tiger y Pinstripe Potoroo fueron proporcionadas por el actor de voz Brendan O'Brien. David A. Pizzuto, Mel Winkler, Michael Ensign, Hynden Walch, Billy Pope, el artista de efectos de sonido Mike Gollum, Michael Connor y Chip Chinery proporcionaron voces adicionales. Crash Team Racing entró en la etapa de desarrollo alfa en agosto de 1999 y la etapa beta comenzó en septiembre. El vehículo número 98 de NASCAR fue decorado con pintura temática de Crash Bandicoot en la promoción del videojuego. Una demo jugable se incluyó en un disco promocional lanzado por Pizza Hut el 14 de noviembre de 1999, a su vez, el videojuego Spyro 2: Ripto's Rage en todas sus versiones regionales incluye una demo jugable del CTR, que se desbloquea con un código mientras Spyro aprecia todo a su alrededor, y abajo dice "Press Start".

## Recepción
Crash Team Racing recibió elogios por parte del público, mientras que recibió críticas "generalmente favorables" de acuerdo con el agregador de reseñas Metacritic. La Official PlayStation Magazine describió a Crash Team Racing como «el videojuego que hizo que las carreras de autitos sean geniales» y proclamó que «nada ni nadie ha igualado su calidad». Electronic Gaming Monthly destacó que el videojuego estaba «fuertemente influenciado en Mario Kart 64, pero aun así es un asombroso videojuego de carreras multijugador». Doug Perry de IGN afirmó que el videojuego era «sólido como una roca» en jugabilidad y gráficos, pero criticó «la sonrisa increíblemente capitalista de Crash». Jeff Gerstmann de GameSpot definió al videojuego como «un gran clon de Mario Kart» y que tuvo éxito donde videojuegos similares como Mega Man Battle & Chase, Bomberman Fantasy Race, Diddy Kong Racing y Chocobo Racing habían fallado. Johnny Liu de Game Revolution concluyó que a pesar del hecho de que el videojuego «no agrega mucho al género ya cansado, logra hacerlo todo bien».
Los controles del videojuego fueron bien recibidos. D-Pad Destroyer de GamePro elogió los controles como «casi perfectos» y explicó que «los controles transparentes te permiten concentrarte en las carreras y derrotar a tus oponentes, por lo que las carreras son más rápidas, más fluidas y más divertidas». Johnny Liu de Game Revolution concluyó que los controles «se sienten muy naturales, con énfasis en mantener la velocidad en lugar de luchar contra los pésimos controles». Sin embargo, Joe Ottoson de Allgame ("All Game Guide" en ese momento) dijo que la incapacidad de reconfigurar los controles era «la única desventaja real para la presentación de Crash».
Los gráficos del juego fueron recibidos positivamente. D-Pad Destroyer de GamePro citó el «aspecto caricaturesco y el uso ingenioso de texturas y colores» como los puntos más importantes en el apartado de los gráficos, aunque señaló que no eran demasiado complejos. Doug Perry, de IGN, elogió los ambientes de «apariencia brillante» como «limpios y totalmente formados» y que los personajes estaban «llenos de animaciones divertidas y de diseño limpio». Jeff Gerstmann de GameSpot dijo que los entornos "son razonablemente grandes, y transmiten muy bien la actitud caricaturesca del videojuego". Johnny Liu de Game Revolution declaró que los gráficos eran "suaves y parecen impulsar los límites de la PlayStation".
Los críticos expresaron opiniones mixtas sobre el audio del videojuego. El D-Pad Destroyer de GamePro dijo que la música de fondo «caprichosa» es «bastante agradable» y que los fragmentos de sonido de los personajes son «lo suficientemente variados para evitar que se vuelvan molestos».. Doug Perry, de IGN, conocido por haber elogiado al Mario Kart en numerosas ocasiones, tuvo una opinión más variada, al decir que el «ritmo clásico y pesado como xilófono» no es «necesariamente bueno» y que, después de algunas pistas, «dejas de escucharlo o la incesante simplicidad hace que quieras llorar o arrancarte el pelo». Sobre el tema de la actuación de voz, llegó a la conclusión de que «no hay nada realmente tan lindo, inteligente o memorable en el videojuego», y señaló que la voz de Crash en el videojuego es extremadamente similar a la de Luigi de la serie Mario Kart. Jeff Gerstmann de GameSpot escribió que, si bien la música y los efectos de sonido «empujan el aspecto caricaturesco del videojuego», los temas no eran demasiado «exagerados» o incesantes. Johnny Liu de Game Revolution calificó la música como «kitsch estándar» y agregó que mientras que los efectos de sonido «se suman a la calidad caricaturesca del videojuego», algunas de las voces de los personajes fueron insatisfactorias. Joe Ottoson de Allgame señaló que los personajes «son todos bastante vocales», y la música «despierta muy bien el ambiente caprichoso».
Crash Team Racing ha vendido más de 1.71 millones de unidades en Europa, 2.64 millones de unidades en los Estados Unidos y poco menos de 500 mil unidades en Japón. Como resultado de su éxito, el videojuego fue relanzado para la serie Sony Greatest Hits en el año 2000 y para la gama Platinum el 12 de enero de 2001. Una secuela indirecta titulada Crash Nitro Kart fue lanzada en el año 2003 para PlayStation 2, Xbox, GameCube, Game Boy Advance y N-Gage y fue el primer videojuego de la serie Crash Bandicoot en incorporar vídeos de movimiento completo.

## Nueva versión
Crash Team Racing: Nitro-Fueled es un videojuego de carreras, desarrollado por Beenox y publicado por Activision. El videojuego es una nueva versión de Crash Team Racing. Fue lanzado para PlayStation 4, Xbox One y Nintendo Switch el 21 de junio de 2019. Cuenta con dos versiones: la estándar y la versión Digital Deluxe Nitrous Oxide que agregará al antagonista principal Nitros Oxide como personaje desbloqueado desde el principio, además de nuevos karts personalizados para Crash, Coco y Cortex. También tiene actualizaciones gratuitas que añadirán pistas nuevas, karts y personajes DLC como Tawna Bandicoot, las chicas del Nitro Squad (ex Trophy Girls), Nina Cortex y Spyro el Dragón